# Льюїс (Канзас)
Льюїс (англ. Lewis) — місто (англ. city) в США, в окрузі Едвардс штату Канзас. Населення — 400 осіб (2020).

## Географія
Льюїс розташований за координатами 37°56′13″ пн. ш. 99°15′16″ зх. д. / 37.93694° пн. ш. 99.25444° зх. д. (37.936975, -99.254575).  За даними Бюро перепису населення США в 2010 році місто мало площу 0,85 км², уся площа — суходіл.

## Демографія
Згідно з переписом 2010 року, у місті мешкала 451 особа в 183 домогосподарствах у складі 127 родин. Густота населення становила 532 особи/км².  Було 221 помешкання (261/км²).
Расовий склад населення:
| - 73,4 % — білих - 1,3 % — корінних американців - 1,3 % — чорних або афроамериканців - 23,1 % — осіб інших рас |

До двох чи більше рас належало 0,9 %. Частка іспаномовних становила 43,7 % від усіх жителів.
За віковим діапазоном населення розподілялося таким чином: 23,7 % — особи молодші 18 років, 58,6 % — особи у віці 18—64 років, 17,7 % — особи у віці 65 років та старші. Медіана віку мешканця становила 43,3 року. На 100 осіб жіночої статі у місті припадало 108,8 чоловіків;  на 100 жінок у віці від 18 років та старших — 106,0 чоловіків також старших 18 років.
Середній дохід на одне домашнє господарство  становив 50 712 долари США (медіана — 45 313), а середній дохід на одну сім'ю — 53 958 доларів (медіана — 52 708). Медіана доходів становила 36 912 долари для чоловіків та 24 861 долар для жінок. За межею бідності перебувало 17,1 % осіб, у тому числі 29,5 % дітей у віці до 18 років та 5,1 % осіб у віці 65 років та старших.
Цивільне працевлаштоване населення становило 185 осіб. Основні галузі зайнятості: виробництво — 28,1 %, сільське господарство, лісництво, риболовля — 24,3 %, освіта, охорона здоров'я та соціальна допомога — 14,1 %, мистецтво, розваги та відпочинок — 11,9 %.